# 토니 블랑코
토니 엔리케 블랑코(Tony Enrique Blanco, 1980년 11월 10일~2025년 4월 8일)는 도미니카 공화국 출신의 프로 야구 선수이며, 현재 오릭스 버펄로스의 소속 선수이다.

## 인물
보스턴 레드삭스 산하 마이너리그에서 3루수로 야구 인생을 시작했으며, 2002년 그는 토드 워커를 보스턴으로 보내는 트레이드를 완료하기 위해 추후 지명 선수(PTBNL)로 신시내티 레즈에 트레이드가 되었다. 2003년에 캐롤라이나 리그 소속 포토맥 캐넌스에서 활약하며 유망주로 주목받기 시작했다.
2005년 룰 5 드래프트를 통해 워싱턴 내셔널스에 지명되어 시즌 초 포토맥 내셔널스에서 경기를 시작하여, 이후 메이저리그 스프링캠프에 초청되었고, 시즌 초반 곧바로 빅리그 로스터에 합류하여 56경기에 출전하였다. 루키 시즌이었던 이 해, 그는 타율 .177, 홈런 1개, 7타점을 기록했다.
2008년 콜로라도 로키스 산하 더블A 팀인 털사 드릴러스에서 뛰며 타율 .323, 홈런 23개, 88타점이라는 뛰어난 성적을 거뒀고, 시즌 종료 후에는 도미니카 윈터리그에서 에스트레야스 오리엔탈레스 소속으로 활동하였다.
그 후 일본 프로야구(NPB) 주니치 드래건스에 입단했는데, 당시 팀은 고액 연봉으로 인해 타이론 우즈를 방출한 직후였다가, 일본에서의 첫 시즌에 홈런 39개, 타점 110개를 기록하며 센트럴 리그 홈런왕과 타점왕에 올랐고, 타율 .275를 기록하였다.
또한 인터리그 최우수 선수상(홈런 11개, 타점 24개)을 수상했고, 올스타전 홈런 더비 우승을 차지했으며, 센트럴 리그 올스타전 1루수로도 선발되었다.
2025년 4월 8일 도미니카공화국에서 산토도밍고에 위치한 제트셋 나이트클럽 지붕 붕괴 사고로 인한 부상으로 향년 44세의 나이로 생을 마감하여, 이 사고로 도미니카 공화국 출신의 또 다른 야구 선수인 옥타비오 도텔(Octavio Dotel)도 함께 목숨을 잃었다.
블랑코는 친구인 에스테반 헤르만(Esteban Germán)을 구하려다 희생된 것으로 알려졌다.

## 상세 정보

### 출신 학교
- 성 어거스틴 고등학교

### 선수 경력
- 워싱턴 내셔널스(2005년)
- 주니치 드래곤스(2009년 ~ 2012년)
- 요코하마 DeNA 베이스타스(2013년 ~ 2014년)
- 오릭스 버펄로스(2015년 ~ 2016년)

### 수상·타이틀 경력

#### 타이틀
- 수위타자 : 1회(2013년)
- 홈런왕 : 1회(2009년)
- 타점왕 : 2회(2009년, 2013년)

#### 수상
- 센트럴·퍼시픽 교류전 우수 선수 : 1회(2009년)
- 베스트 나인 : 3회(2009년, 2012년 ~ 2013년)
- 월간 MVP : 3회(2011년 10월, 2012년 5월, 2013년 3월 ~ 4월)

### 개인 기록
이하 기록들은 일본에서의 기록만을 다루고 있으며, MLB의 기록은 합산하지 않았다.

### 등번호
- 28(2005년)
- 42(2009년 ~ )